# Quotidien de la jeunesse de Chine
Le Quotidien de la Jeunesse de Chine est le journal officiel de la Ligue de la jeunesse communiste chinoise depuis 1951. Il est distribué à quelque 500 000 exemplaires chaque jour. Depuis 2000, il existe une version en ligne (le China Youth Online, CYOL dans sa version anglaise).
D'après une étude officielle, les lecteurs ont entre 18 et 48 ans, soit 50 % entre 19 et 25 ans, 32 % entre 26 et 35 ans. Par ailleurs, environ 75 % sont des hommes. Il est lu de façon inégale sur le territoire chinois : 31 % des lecteurs sont de l'Est, 18 % du centre et 16 % du Nord.